# Miss You (Aaliyah)
"Miss You" is een single uit 2003 van de Amerikaanse zangeres Aaliyah. Het was de eerste single die na haar dood uitkwam. Het nummer staat op het album I Care 4 U en wordt gebruikt op de game Karaoke Revolution Volume 2.
Jay-Z gebruikte later het refrein van "Miss You" voor een eigen nummer.